# 1080 w polityce

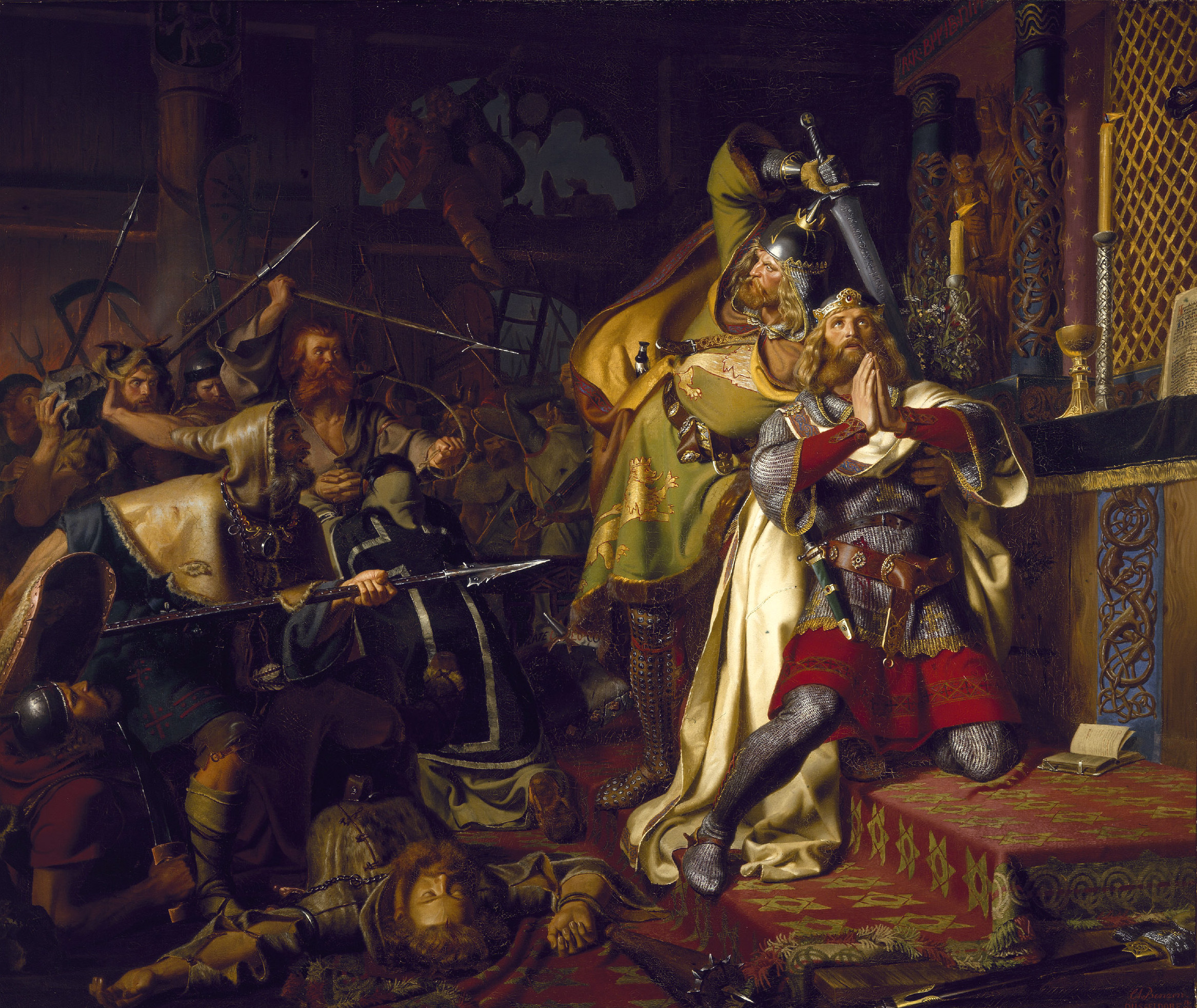
Christian Albrecht von Benzon, Śmierć Kanuta Świętego

Wydarzenia polityczne w 1080 roku.

## Wydarzenia
- 25 czerwca odbył się synod w Brixen, na którym pozbawiono tiary Grzegorza VII[1].
- Kanut IV Święty zostaje królem Danii[2][3][4][5].

## Urodzili się
- Adolf I, hrabia Bergu[6].

## Zmarli
- Ísleifur Gissurarson, pierwszy biskup Islandii[7].